# San Cosme (Argentina)
San Cosme es una localidad argentina, capital del departamento homónimo, en la provincia de Corrientes. Se encuentra ubicada a 38 kilómetros de la Ciudad de Corrientes.
Es una de las villas turísticas más concurridas de la región, y cuenta como principal atractivo turístico la Laguna Totora y es cuna del "Taita" (padre) del Chamamé, Mario del Tránsito Cocomarola.

## Historia
Un pueblo con más de 200 años. A fines del siglo XVIII en el paraje llamado “De las Ensenadas”, por ser zonas de lagunas, entre el caserío de los Guaraníes Guacaras y la Reducción de Itatí, se encontraba disperso un grupo de pobladores dedicados a la agricultura.
En el año 1805, debido al crecimiento de la población, el Obispo Benito Lue y Riega, expresa la necesidad de crear una parroquia y recién el 31 de mayo de 1806 se hace la creación del Curato de “San Cosme de las Ensenadas”, bajo la advocación del patrono local “San Cosme”. Queda a cargo como primer cura párroco el Dr. Juan Manuel Neponuseno de Goytia y Casafuz. Y el 12 de febrero de 1825 se materializó la fundación del pueblo que continúa hasta hoy.
Ya en 1810 el padre Goytia proponía al Cabildo Correntino la creación de una escuela de primeras letras para San Cosme y no deja de insistir hasta que en 1825 el legislativo provincial autoriza el nombramiento de un maestro de escuela, y recién en 1829 se hace efectivo.
A partir de allí se sucede el proceso de cambio y crecimiento ideológico en las personas y material en los edificios.
San Cosme en sus inicios fue un conjunto de casas acomodadas entre lagunas, sin calles ni manzanas. Estas casas eran de paredes de barro adobado, techos de tejas y de palma o de paja. Muchas veces un cuero haciendo de puerta.
Este pueblo fue escenario de las acciones bélicas de la “Guerra de la Triple Alianza” contra el Paraguay en 1865.
San Cosme sirvió de campamento a los ejércitos de vanguardia de las fuerzas aliadas que procedentes de Mercedes se reorganizó en este pueblo.
En un principio las poblaciones de San Cosme e Itatí se confundían suscitando continuos conflictos entre militares y curas. Por esto en el año 1828 se realizó la división de los curatos, estableciéndose la división de los límites entre ambos departamentos.

## Clima
El clima es Subtropical Húmedo, con veranos muy calurosos con temperaturas promedio entre los 26 °C y picos máximos de 40 °C e inviernos templados y fríos con temperaturas promedio de 10 °C a 20 °C y picos mínimos de -2 °C. La temperatura media anual es de 20 °C con abundantes precipitaciones distribuidas a lo largo del año y poca amplitud térmica anual.

## Turismo
El turismo en la ciudad es uno de los puntos claves para su desarrollo. Cuenta con un espejo de agua cristalina, "La laguna Totora" famosa por sus playas y lugar de desarrollo de deportes acuáticos como vela, remo, canotaje, windsurf, kite boarding, buceo, kayak, parapente, y toboganes acuáticos entre otros. Además se realiza "La Fiesta Provincial de la Pesca de la Palometa" donde el ganador es quien pesque más ejemplares de ese pez abundante en la zona. Después se podrán degustar en diversos platillos con ese pescado como base. La zona que rodea la laguna permite también avistaje de flora y fauna. Posee una capilla histórica, la casa en donde se alojó el general Mitre en 1865 durante la guerra de la Triple Alianza contra la hermana República del Paraguay y que actualmente es sede del Museo Histórico Municipal y de la Biblioteca Popular y un cementerio histórico de la mencionada guerra. San Cosme es un pueblo rico en historia, mitos y leyendas donde se dice que habita el pombero y de esta leyenda proviene el eslogan que San Cosme tiene Paye, el embrujamiento o hechizo que brinda su paisaje de lugares muy bonitos.

## Población
Cuenta con 2563 habitantes (Indec, 2010), lo que representa un incremento del 28,9% frente a los 1989 habitantes (Indec, 2001) del censo anterior.

## Parroquias de la Iglesia católica en San Cosme
| Arquidiócesis | Corrientes             |
| ------------- | ---------------------- |
| Parroquia     | San Cosme y San Damián |